# كازويا ميشيما
كازويا ميشيما (باليابانية: 三島 一八، بالروماجي: Mishima Kazuya)، هو شخصية خيالية في سلسلة تيكن. على الرغم من الظهور في الأصل كبطل الرواية الرئيسي، لكنه الآن واحد من الأوغاد الرائدين في السلسلة.

## في سلسلة تيكن
وفقاً لقصة نامكو الرسمية، كازويا ميشيما هو هو ابن هيهاتشي ميشيما، الرئيس التنفيذي لشركة ميشيما زايباتسو لفترة طويلة (شركة قوية في كل أنحاء العالم)، وحفيد جنباتشي ميشيما. لدى كازويا أخ بالتبني، «لي تشاولان»، الذي تبناه هيهاتشي ميشيما، وشقيق، لارس ألكسندرسون، ابن هيهاتشي الغير شرعي، والأهم من ذلك، فهو والد جن كازاما، خلال علاقته مع جُن كازاما.
عندما كان عمر كازويا خمس سنوات، رُمي كازويا من جرف من قبل والده، الذي قال بأن ابنه كان ضعيفاً. إذا كان كازويا قادراً على خلافة والده على عرش ميشيما زايباتسو، كان عليه ليس فقط أن ينجو من السقوط، بل عليه أيضاً أن يتسلق الجرف الصخري كذلك. كازويا كان على مقربة من الموت، لكنه بقاءه تأكد من خلال صفقة مع الشيطان، الذي وعده بمنحه القوة الكافية للانتقام من والده.
في السنوات التي سبقت أحداث تيكن الأصلية، دخل كازويا منافسة فنون قتالية عالمية، مما جعله بطلاً لايهزم (باول فينيكس فقط تمكن من إحراز تعادل معه). عندما أعلن بدء بطولة القبضة الحديدية الأولى، كازويا ذو الستة والعشرين عاماً أخذ فرصة الانتقام. خلال البطولة التي أخذت دوراً في اللعبة الأصلية.
على الرغم من أن جميع ألعاب تيكن تتميز بنهايات متعددة، لكن القصة الرئيسية للعبة تيكن الأولى من المفترض أن تكون النهاية لكازويا هي الصحيحة، وفقاً لهذه النهاية، فقد غلب كازويا كل منافسيه وواجه هيهاتشي في المعركة الأخيرة. غير مبالٍ بجائزة البطولة التي قدرها مليار دولار، ومتغذياً بالكراهية تجاه والده. كازويا فاز ورمى بجسد هيهاتشي المغمى عليه من نفس الجوف الذي رُمي منه وهو صغير.
تيكن 2 أكملت القصة بعد سنتين. في هذه القصة، كازويا (28 الآن) أخذ قيادة ميشيما زايباتسو بالقوة وجعلها تحت قيادته، مشاركاً في العديد من الأنشطة غير المشروعة مثل الاغتيال والابتزاز وتجارة المخدرات وتهريب الأنواع المهددة بالانقراض. قرر كازويا إقامة بطولة القبضة الحديدية الثانية. هيهاتشي، الذي نجا من نزاله ضد كازويا والسقوط الذي تبعه، دخل البطولة، بعد أن تدرب وأمعن التفكير في هزيمته. هذه المرة، من المفترض أن تكون نهاية هيهاتشي هي الصحيحة، لأن القصة الرئيسية تقول بأنه يستعيد شركة ميشيما زايباتسو بعد هزيمة ابنه. بعد ذلك، رمى هيهاتشي كازويا في فم البركان، مما أدى إلى قتله المفترض.
بدأت قصة تيكن 3 بالقول بأنه، بعد هزيمته على يدي هيهاتشي، صار كازويا حميماً مع جُن، التي تخيلت ابنهما، جِن كازاما. كازويا لم يظهر كلاعب في تيكن 3، لكنه ظهر في نهاية إيدي غوردو في صورة، وأدرك إيدي أن كازويا هو الذي كان وراء مقتل والده. ظهر كازويا مع جُن في بداية اللعبة البديلة. ظهر كازويا في اللعبة الفرعية، تيكن تاغ تورنمنت. على الرغم من انه ظهر بشكل بارز في الفن الترويجي والتعبئة للعبة، إلا أنها لاتؤثر في قصة السلسلة الرئيسية.
كازويا عاد كشخصية رئيسية في تيكن 4. مقدمته في اللعبة تقول بأنه تم إحياؤه من قبل جي-كوربوريشن، وهي شركة علم الوراثة المنافسة لميشيما زايباتسو، بعد أيام قليلة من موته المفترض. كازويا (49 سنة) سمح للشركة بأداء مختلف التجارب عليه لمعرفة الطبيعة الحقيقية للجين الشيطاني داخل جسمه (على الرغم من انه لا يعرف أنهم يستخدمونه فقط الآن ويخططون لقتله بعد ذلك)، لكن هجوماً على مركز الأبحاث من قبل قوات تيكن قبل 21 سنة (أرسلوا من قبل هيهاتشي من أجل الحصول على ما بقي من الجين الشيطاني بداخل كازويا) أعاقوا نجاح العملية. قاتل كازويا قوات تيكن، ووعد بأن ينتقم من هيهاتشي في بطولة القبضة الحديدية الرابعة المعلنة حالياً، وفي الوقت نفسه، إزالة النصف الجيني الشيطاني الموجود بداخل ابنه، جِن كازاما. وصل كازويا إلى المعركة النهائية وسأل هيهاتشي: «ماذا فعلت لجِن كازاما؟». فرد هيهاتشي:«سأخبرك بعد القتال». تمكن كازويا وهزم هيهاتشي (دقةً لتيكن 8) ، ملتزماً بوعده، قاد هيهاتشي كازويا إلى هون-مارو، أرض ميشيما حيث يحبس جِن (تم القبض عليه من قبل قوات تيكن في طريقه لقتال كازويا في المرحلة السابعة). كازويا، بتأثير من الشيطان، ضرب هيهاتشي خارج الغرفة مع قواه النفسية واستهزأ بجِن من أجل إيقاظه. ولكن، ارتدت خطة كازويا، وهزم جِن الغاضب كلاً من كازويا وهيهاتشي في معركة، لكنه أبقى على حياتهما بعد رؤيته لخيال أمه، بعد أن طار من هون-مارو.
بعد لحظات من مغادرة جِن لهون-مارو، هوجم كازويا وهيهاتشي من قبل سرب من آليي جاك-4، من أجل قتلهما بواسطة جي-كوربوريشن (لم يعودوا بحاجة إليه، فقد خانوا كازويا). لوهلة قاتل كازويا وهيهاتشي الآليين معاً، كأب وابن. ثم رمى كازويا هيهاتشي إلى اتجاه الآليين. قفز كازويا خارج هون-مارو، بعد أن تحول إلى الشيطان وغادر المكان. (لم يُرى كازويا يتحول إلى شيطان) تاركاً هيهاتشي يموت (إلا أنه نجا). من أجل الانتقام من جي-كوربوريشن بسبب خيانتهم، دخل كازويا بطولة القبضة الحديدية الخامسة.
على الرغم من عدم فوزه بالبطولة الخامسة، اكتشف كازويا من أراد قتله من جي-كوربوريشن، وقتلهم جميعاً من أجل الانتقام، مما جعله رئيس جي-كوربوريشن واستخدمها كالمقاوم الوحيد ضد ميشيما زايباتسو، المرؤوسة من قبل جِن، الذي بدأ غزو العالم وأعلن الحرب على دول مختلفة. بحلول هذا الوقت، نظر سكان العالم إلى جي-كوربوريشن على أنها المنقذ الوحيد على الرغم من أن هدف كازويا الحقيقي هو قتل جِن وغزو العالم، واستخدم كازويا نفوذ الشركة لمصلحته: من أجل إيقاف جِن من التقدم في مخططاته في السيطرة على العالم، وضع كازويا جائزة على رأس جِن لأي شخص يقبض على جِن حياً وقرر كازويا دخول بطولة القبضة الحديدية السادسة (المعلنة من قبل جِن)، لتسوية النتيجة مرة واحدة وإلى الأبد مع ابنه.
كازويا هو واحد من المقاتلين الأربع الأوائل الذين ظهروا في الفيلم القصير الأول لتيكن تاغ تورنمنت.

## ظهور آخر
في الأوفا تيكن: ذا موشن بكتشر، المقتبسة من اللعبتين الأولى والثانية من السلسلة المشهورة، كازويا هو البطل الرئيسي، كما في قصة اللعبة، فقد رُمي كازويا من جرف في عمر صغير من قبل هيهاتشي، وأُنقذ بعد صفقة مع الشيطان. بعد هذا، صار كازويا عازماً على الانتقام من هيهاتشي، ودخل بطولة القبضة الحديدية ليواجهه. الفرق بين الأوفا واللعبة، أن كازويا التقى بجُن كازاما عدة مرات، التي حاولت مراراً وتكراراً أن تمنعه من قتل والده، وفي النهاية، بعد أن هزم كازويا هيهاتشي، بعض الكلمات العاطفية من جُن وصلت أخيرا إلى قلبه وتمكن من طرد النفوذ الشيطاني من داخله، وأعادت كازويا إلى شخصيته اللطيفة والإنسانية مرة أخرى.
في فيلم 2010 الحي تيكن، كازويا هو العدو الرئيسي وقم بتأدية دوره الممثل الأمريكي، إيان أنثوني ديل. في هذا الفيلم ظهر كازويا بشعر في وجهه ولايحمل أياً من الندوب الجسدية على جسده كما في لعبة الفيديو، ربما يرجع ذلك إلى حقيقة أن القصة تريد من كازويا وجِن أن يلتقيا في وقت مبكر من الفيلم من دون اكتشاف علاقتها بالدم. كازويا هو اليد اليمنى لهيهاتشي في شركة تيكن، متمنياً الاستيلاء على شركة والده. أيضا، بدلا من كونها مقاتلة يد ليد، اعتمد كازويا على أسلحة المشاجرة كالفؤوس وعصي اسكريما. علاوة على ذلك، لم يتم استخدام حبكة الجين الشيطاني في الفيلم. في منتصف الفيلم نما كازويا غير صبور تجاه تعاطف هيهاتشي تجاه جين انقلب كازويا على والده وأمر بإعدامه (على الرغم من أن هيهاتشي حث الجنود على إنقاذه) بعد أن فاز جِن بالبطولة، تحدى كازويا جِن في نزال رجل لرجل. على الرغم من أنه هزم جين في البداية، صار جين يملك الموقف وجرح كازويا جروحاً خطيرة، لكنه رفض قتله بسبب صلة قرابهما، بدلاً من ذلك، ترك جِن كازويا يعيش حياته بعار أبدي.
ظهر كازويا كشيطان في لعبة الـRPG نامكو × كابكوم، إلى جانب الشخصيات الأخرى في ألعاب نامكو وكابكوم.
وكان كازويا واحد من الشخصيات الأولى التي التي تم عرضها للعبة القتال القادمة المنتقلة، ستريت فايتر X تيكن، المنتجة من قبل كابكوم. في الفيلم القصير الأول، ظهر كازويا يهزم دان هيبيكي من أجل مواجهة تميمة ستريت فايتر ريو. خلال الكشف عن هذه اللعبة في معرض كومك-كون الدولي في سان دييغو ظهر كازويا كشخصية للعب من الأوائل، جنباً إلى جنب مع ريو. في الفيلم القصير السينمائي للعبة التي يثير قصة اللعبة، وتم التلميح إلى أنه يعكف على اعتقال ريو كطعم لإغراء جين بالخروج، الذي يسعى وراء ريو أيضاً.
ظهر كازويا أيضاً في فيلم الصور الحاسوبية المتحركة، تيكن: بلد فنجنس، الذي يأخذ دوراً بين تيكن 5 وتيكن 6 .

## الاستقبال
صنف موقع جيمنغ تارغت كازويا كثالث أفضل لاعب في تيكن، مشيراً إلى ماضيه خلال اللعبة وكيف أنه بقي يعاود الظهور على الرغم من حالاته التي على مقربة من الموت. جنباً إلى جنب مع هيهاتشي، وكان كازويا وُصف باعتباره واحداً من الشخصيات الأكثر تأثيرا من سلسلة تيكن من قبل جيم-أكسس أنوايرد. كلاهما أيضاً صنفا كواحد من أسوأ الآباء في الألعاب من قبل كوتاكو بسبب وضع كازويا العدائي مع ابنه جِن في حين أنه كذلك بالمقارنة مع هيهاتشي. في هذا الوقت من تيكن 4، سمت آي جي إن كازويا «أقرب شيء يمكن أن نسميه بطلاً» في السلسلة، مشيراً إلى صفاته ومقاصده الشريرة للمشاركة في بطولات السلسلة. قالت جي 4 أن ماضيه مع هيهاتشي في السلسلة كان سبباً لتجنب كتابة قصص لألعاب الفيديو القتالية نظراً لمدى سخفها. حركته الخاصة لكمة لولب البرق صنفت من جيمز رادار كواحدة من أكثر اللكمات مباشرة في تاريخ الألعاب. صنف الشيطان كازويا من قبل شبكة يو جي أو الخامس عشر من بين «أفضل 25 شخصية مخفية»، مشيراً إلى المتطلبات الصعبة للعب به في أول لعبة في السلسلة. من جهة أخرى، ولوحظ الشيطان كازويا أن يكون الصورة النمطية لشخصيات أبطال الألعاب الذي كشف عن كازويا الشرير الذي حطم صفات الشخصية الجذابة. في مقالة غيمز رادار بواسطة مايكل غريم، القتال بين الشيطان كازويا وأكوما واحد من القتالات التي أُريد رؤيتها في ستريت فايتر X تيكن لأن اثنين من أوجه الشبه بين الأشرار هما كذلك التشابه في وضع تصاميمهم

## وصلات خارجية
- تحليل شخصيات كازويا في تيكنبيديا